# 埤麻腳
埤麻腳，原寫為埤蔴腳，是臺灣嘉義縣太保市的一個傳統地域名稱，位於該市東北半葉的東南部。相較於今日行政區，其範圍大致包括埤鄉里不含西部邊界地帶中至北段及東北端、港尾里東南端，以及水上鄉的粗溪村北部凸出部分的西半部、塗溝村東北端。
本地區東南大半南部為嘉義機場跑道的一部分，機場主要建物位於本地區南鄰巷口地區境內。

## 歷史
台灣日治初期，埤麻腳地區為一街庄（舊制街庄），稱為「埤蔴腳庄」，隸屬於柴頭港堡。該庄昔日西邊中至北段及北邊與管事厝庄為鄰，東北與大溪厝庄為鄰，東邊為柴頭港庄，南邊為巷口庄、下塗溝庄，西邊南段為白鴒厝庄。
1901年（日治明治三十四年）11月11日，全台廢縣廳改設二十廳，該庄隸屬於嘉義廳。1904年（明治三十七年）2月20日，該庄編入「柴頭港區」，隸屬於嘉義廳。1905年（明治三十八年）7月1日，嘉義廳內管轄區域調整，該庄改隸屬於「水堀頭區」。1909年（明治四十二年）10月25日，全台合併二十廳為十二廳，水堀頭區仍隸屬於嘉義廳。1920年（大正九年）10月1日，全台地方制度大改正，廢十二廳改設五州二廳，該庄改制並雅化為「埤麻腳」大字，隸屬於臺南州東石郡太保庄（新制街庄）。
戰後太保庄改制為太保鄉，隸屬於臺南縣，大字亦改制為村。1950年10月25日，雲、嘉、南分治，太保鄉改隸屬嘉義縣。1991年7月1日，因應嘉義縣治遷入，太保鄉升格為縣轄市太保市，村亦改制為里。

## 聚落
該地區發展較早的聚落有埤蔴腳（已消失）、正音厝（已消失）等，在日治期初期的官方地圖上已有記載。

## 交通
國道1號又稱「中山高速公路」，是台灣西部兩條縱向高速公路之一，經過本地區西部邊界地帶。最近的交流道在北側為縣道159號交會處的嘉義交流道，在南側為縣道168號的水上交流道。由此等可快速前往國道1號沿線各地。
省道台18線主要路段又稱「新中橫公路嘉義玉山線」，俗稱「阿里山公路」，是太保至塔塔加的幹道，經過本地區北部邊界地帶。由該道路西行可前往太保地區，並止於鄉道嘉58-1線路口（高鐵嘉義站西北側）；東行可前往嘉義市、番路鄉、竹崎鄉東南端、阿里山鄉、南投縣信義鄉，並止於塔塔加的太平巷路口暨省道台21線的終點。
鄉道嘉64線是新埤至南新的道路，經過本地區東北半葉的中部偏西北地帶。
鄉道嘉65線是管事厝至後潭的道路，經過本地區西南部凸出部分。

## 公共設施
- 嘉義機場（跑道北半部，航厦建物位於南鄰巷口地區境內）

## 產業
- 台糖埤麻腳農場